# Seznam papežů

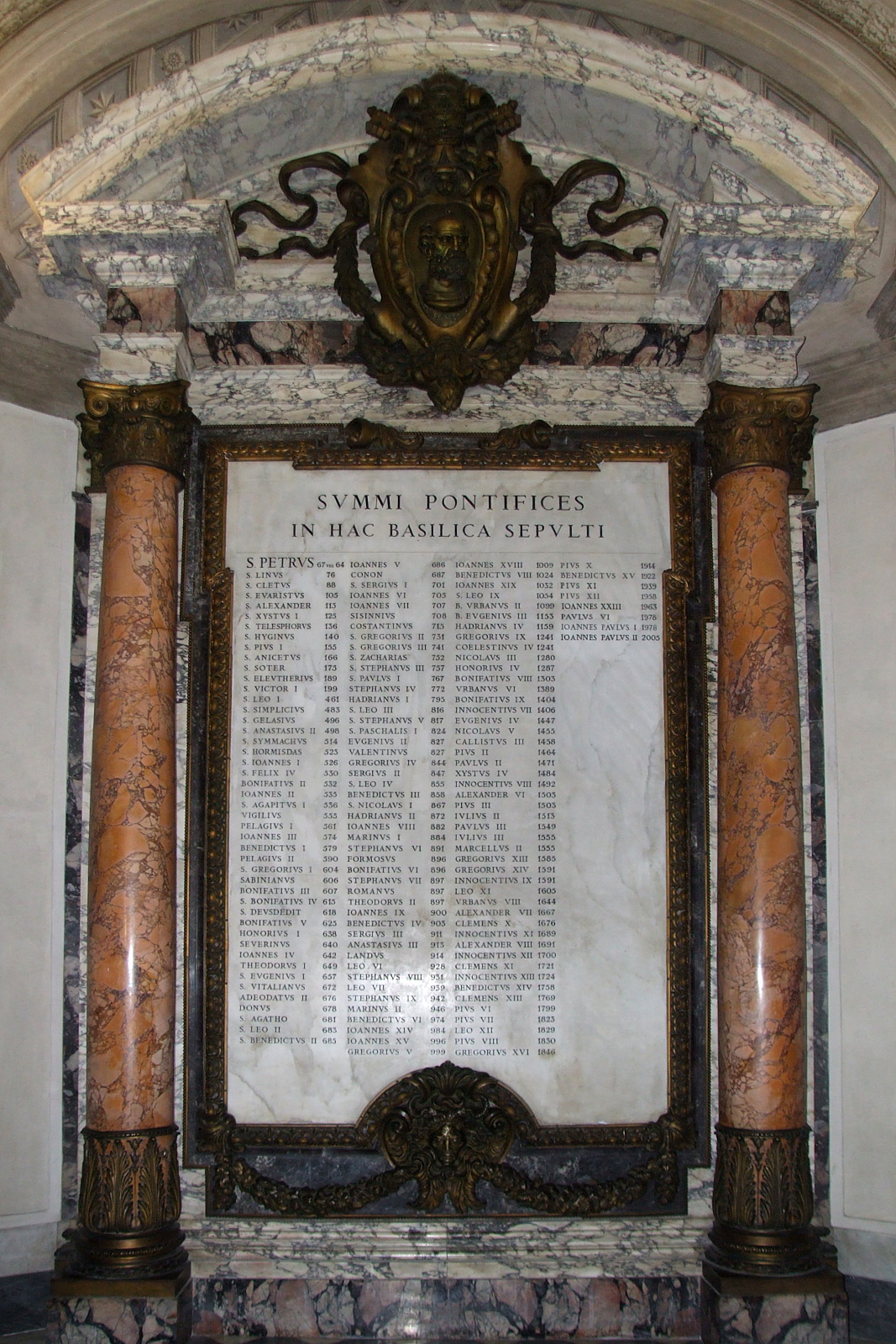
Seznam papežů pochovaných v bazilice sv. Petra ve Vatikánu

Toto je seznam papežů – římských biskupů, jak je uznává římskokatolická církev; obsahuje i vzdoropapeže.

## Historická poznámka
První seznam římských biskupů sepsal kolem roku 180 sv. Irenej z Lyonu. Seznam obsahuje kromě jmen jen minimum informací. Chronologicky zařadit hlavy římské církve se pokusil sv. Eusebios z Kaisareie († 339) a přesně se je snažil určit Catalogus Liberianus (kolem 354). Z historického hlediska jsou tyto seznamy pro přibližně první dvě století značně nespolehlivé, předpokládá se spíše postupný přechod od kolektivního vedení římské obce k monarchistickému biskupství (první století) a jeho postupnou dominanci nad ostatní ekumenou. Sv. Štěpán I. († 257) již jako první odvozuje svůj papežský primát od pověření sv. Petra v Matoušově evangeliu.
Titul papež užívali římští biskupové až od 5. století, po příkladu koptských patriarchů z Alexandrie.
Tři papežové zemřeli dřív, než byli uvedeni do úřadu, a legitimita tří dalších je sporná. Také o tom, který ze soupeřů byl vzdoropapež, bylo v několika případech definitivně rozhodnuto až ve 20. století. Proto je průběžné číslování papežů problematické a některá čísla chybí (např. Jan XX). V seznamu není uvedena tak zvaná papežka Jana z konce 9. století, protože se poprvé zmiňuje až v polemickém spisu Martina z Opavy ve druhé polovině 13. století a pokládá se za smyšlenku. Průměrná doba pontifikátu je asi 7,4 roku a za téměř dvě tisíciletí byl papežský stolec asi 16 let neobsazen (sedisvakance).

## Seznam papežů
1. sv. Petr (cca 30–67)
2. sv. Linus (67–79)
3. sv. Anaklét (79–90)
4. sv. Klement I. (90–97)
5. sv. Evaristus (99–107)
6. sv. Alexandr I. (107–116)
7. sv. Sixtus I. (116–125)
8. sv. Telesforus (125–136)
9. sv. Hyginus (136–140)
10. sv. Pius I. (140–154)
11. sv. Anicetus (154–166)
12. sv. Soter (166–174)
13. sv. Eleutherus (174–189)
14. sv. Viktor I. (189–199)
15. sv. Zefyrinus (199–217)
16. sv. Kalixt I. (217–222)
  - sv. Hippolyt Římský (217–235) vzdoropapež
17. sv. Urban I. (222–230)
18. sv. Poncián (230–235)
19. sv. Anterus (235–236)
20. sv. Fabián (236–250)
21. sv. Kornélius (251–253)
  - Novatianus (Novacián) (251–258) vzdoropapež
22. sv. Lucius I. (253–254)
23. sv. Štěpán I. (254–257)
24. sv. Sixtus II. (257–258)
25. sv. Dionýsius (259–268)
26. sv. Felix I. (269–274)
27. sv. Eutychianus (275–283)
28. sv. Caius (283–296)
29. sv. Marcellinus (296–304)
30. sv. Marcellus I. (308–309)
31. sv. Eusebius (309–310)
32. sv. Miltiades (311–314)
33. sv. Silvestr I. (314–335)
34. sv. Marek (336)
35. sv. Julius I. (337–352)
36. Liberius (352–366)
  - Felix II. (355–358) vzdoropapež
37. sv. Damasus I. (366–384)
  - Ursinus (366–367) vzdoropapež
38. sv. Siricius (384–399)
39. sv. Anastasius I. (399–401)
40. sv. Inocenc I. (401–417)
41. sv. Zosimus (417–418)
42. sv. Bonifác I. (418–422)
  - Eulalius (418–419) vzdoropapež
43. sv. Celestýn I. (422–432)
44. sv. Sixtus III. (432–440)
45. sv. Lev I. Veliký (440–461)
46. sv. Hilarius (461–468)
47. sv. Simplicius (468–483)
48. sv. Felix II. (III.) (483–492)
49. sv. Gelasius I. (492–496)
50. Anastasius II. (496–498)
51. sv. Symmachus (498–514)
  - Laurentius (498–506) vzdoropapež
52. sv. Hormisdas (514–523)
53. sv. Jan I. (523–526)
54. Felix III. (IV.) (526–530)
  - Dioscuros (530) vzdoropapež
55. Bonifác II. (530–532)
56. Jan II. (533–535)
57. Agapetus I. (535–536)
58. sv. Silverius (536–537)
59. Vigilius (537–555)
60. Pelagius I. (556–561)
61. Jan III. (561–574)
62. Benedikt I. (575–579)
63. Pelagius II. (579–590)
64. sv. Řehoř I. Veliký (590–604)
65. Sabinianus (604–606)
66. Bonifác III. (607)
67. sv. Bonifác IV. (608–615)
68. Deusdedit (615–618)
69. Bonifác V. (619–625)
70. Honorius I. (625–638)
71. Severinus (640)
72. Jan IV. (640–642)
73. Theodor I. (642–649)
74. sv. Martin I. (649–655)
75. sv. Evžen I. (654–657)
76. sv. Vitalianus (657–672)
77. sv. Adeodatus (672–676)
78. Donus (676–678)
79. sv. Agatho (678–681)
80. sv. Lev II. (682–683)
81. sv. Benedikt II. (684–685)
82. Jan V. (685–686)
83. Konon (686–687)
  - Theodor (687) vzdoropapež
84. sv. Sergius I. (687–701)
  - Paschalis (687) vzdoropapež
85. Jan VI. (701–705)
86. Jan VII. (705–707)
87. Sisinius (708)
88. Konstantin (708–715)
89. sv. Řehoř II. (715–731)
90. sv. Řehoř III. (731–741)
91. sv. Zachariáš (741–752)
92. Štěpán II. (752–757)
93. sv. Pavel I. (757–767)
  - Konstantin II. (767–768) vzdoropapež
94. Štěpán III. (768–772)
  - Filip (768) vzdoropapež
95. Hadrián I. (772–795)
96. sv. Lev III. (795–816)
97. Štěpán IV. (816–817)
98. sv. Paschal I. (817–824)
99. Evžen II. (824–827)
100. Valentin (827)
101. Řehoř IV. (827–844)
  - Jan (844) vzdoropapež
102. Sergius II. (844–847)
103. sv. Lev IV. (847–855)
104. Benedikt III. (855–858)
  - Anastasius (858) vzdoropapež
105. sv. Mikuláš I. Veliký (858–867)
106. Hadrián II. (867–872)
107. Jan VIII. (872–882)
108. Marinus I. (882–884)
109. sv. Hadrián III. (884–885)
110. Štěpán V. (885–891)
111. Formosus (891–896)
112. Bonifác VI. (896)
113. Štěpán VI. (896–897)
114. Roman (897)
115. Theodor II. (897)
116. Jan IX. (898–900)
117. Benedikt IV. (900–903)
118. Lev V. (903)
  - Christoforus (903–904) vzdoropapež
119. Sergius III. (904–911)
120. Anastasius III. (911–913)
121. Lando (913–914)
122. Jan X. (914–928)
123. Lev VI. (928)
124. Štěpán VII. (928–931)
125. Jan XI. (931–935)
126. Lev VII. (936–939)
127. Štěpán VIII. (939–942)
128. Marinus II. (942–946)
129. Agapetus II. (946–955)
130. Jan XII. (955–963)
131. Lev VIII. (963–965)
132. Benedikt V. (964)
133. Jan XIII. (965–972)
134. Benedikt VI. (973–974)
  - Bonifác VII. (974 a 984–985) vzdoropapež
135. Benedikt VII. (974–983)
136. Jan XIV. (983–984)
137. Jan XV. (985–996)
138. Řehoř V. (996–999)
  - Jan XVI. Filagathus (997–998) vzdoropapež
139. Silvestr II. (999–1003)
140. Jan XVII. (1003)
141. Jan XVIII. (1003–1009)
142. Sergius IV. (1009–1012)
143. Benedikt VIII. (1012–1024)
  - Řehoř (1012) vzdoropapež
144. Jan XIX. (1024–1032)
145. Benedikt IX. (1032–1044)
146. Silvestr III. (1045)
147. Benedikt IX. (1045)
148. Řehoř VI. (1045–1046)
149. Klement II. (1046–1047)
150. Benedikt IX. (1047–1048)
151. Damasus II. (1048)
152. sv. Lev IX. (1049–1054)
153. Viktor II. (1055–1057)
154. Štěpán IX. (1057–1058)
  - Benedikt X. (1058–1059) vzdoropapež
155. Mikuláš II. (1059–1061)
156. Alexandr II. (1061–1073)
  - Honorius II. (1061–1072) vzdoropapež
157. sv. Řehoř VII. (1073–1085)
  - Klement III. (1084–1100) vzdoropapež
158. bl. Viktor III. (1086–1087)
159. bl. Urban II. (1088–1099)
160. Paschalis II. (1099–1118)
  - Theoderich (1100–1102) vzdoropapež
  - Albert (1102) vzdoropapež
  - Silvestr IV. (1105–1111) vzdoropapež
161. Gelasius II. (1118–1119)
  - Řehoř VIII. (1118–1121) vzdoropapež
162. Kalixt II. (1119–1124)
  - Celestýn II. (1124) vzdoropapež
163. Honorius II. (1124–1130)
  - Anaklet II. (1130–1138) vzdoropapež
164. Inocenc II. (1130–1143)
  - Viktor IV. (Conti) (1138) vzdoropapež
165. Celestýn II. (1143–1144)
166. Lucius II. (1144–1145)
167. bl. Evžen III. (1145–1153)
168. Anastasius IV. (1153–1154)
169. Hadrián IV. (1154–1159)
170. Alexandr III. (1159–1181)
  - Viktor IV. (1159–1164) vzdoropapež
  - Paschalis III. (1164–1168) vzdoropapež
  - Kalixt III. (1168–1178) vzdoropapež
  - Inocenc III. (1178–1180) vzdoropapež
171. Lucius III. (1181–1185)
172. Urban III. (1185–1187)
173. Řehoř VIII. (1187)
174. Klement III. (1187–1191)
175. Celestýn III. (1191–1198)
176. Inocenc III. (1198–1216)
177. Honorius III. (1216–1227)
178. Řehoř IX. (1227–1241)
179. Celestýn IV. (1241)
180. Inocenc IV. (1243–1254)
181. Alexandr IV. (1254–1261)
182. Urban IV. (1261–1264)
183. Klement IV. (1265–1268)
184. bl. Řehoř X. (1271–1276)
185. bl. Inocenc V. (1276)
186. Hadrián V. (1276)
187. Jan XXI. (1276–1277)
188. Mikuláš III. (1277–1280)
189. Martin IV. (1281–1285)
190. Honorius IV. (1285–1287)
191. Mikuláš IV. (1288–1292)
192. sv. Celestýn V. (1294)
193. Bonifác VIII. (1294–1303)
194. bl. Benedikt XI. (1303–1304)
195. Klement V. (1305–1314)
196. Jan XXII. (1316–1334)
  - Mikuláš V. (1328–1330) vzdoropapež
197. Benedikt XII. (1334–1342)
198. Klement VI. (1342–1352)
199. Inocenc VI. (1352–1362)
200. bl. Urban V. (1362–1370)
201. Řehoř XI. (1370–1378)
202. Urban VI. (1378–1389)
  - Klement VII. (1378–1394) vzdoropapež
203. Bonifác IX. (1389–1404)
  - Benedikt XIII. (1394–1423) vzdoropapež
204. Inocenc VII. (1404–1406)
205. Řehoř XII. (1406–1415)
  - Alexandr V. (1409–1410) vzdoropapež
  - Jan XXIII. (1410–1415) vzdoropapež
206. Martin V. (1417–1431)
  - Klement VIII. (1423–1429) vzdoropapež
  - Benedikt XIV. (1425–1430) vzdoropapež
207. Evžen IV. (1431–1447)
  - Felix V. (Amedeus VIII. Savojský) (1439–1449) vzdoropapež
208. Mikuláš V. (1447–1455)
209. Kalixt III. (1455–1458)
210. Pius II. (1458–1464)
211. Pavel II. (1464–1471)
212. Sixtus IV. (1471–1484)
213. Inocenc VIII. (1484–1492)
214. Alexandr VI. (1492–1503)
215. Pius III. (1503)
216. Julius II. (1503–1513)
217. Lev X. (1513–1521)
218. Hadrián VI. (1522–1523)
219. Klement VII. (1523–1534)
220. Pavel III. (1534–1549)
221. Julius III. (1550–1555)
222. Marcellus II. (1555)
223. Pavel IV. (1555–1559)
224. Pius IV. (1559–1565)
225. sv. Pius V. (1566–1572)
226. Řehoř XIII. (1572–1585)
227. Sixtus V. (1585–1590)
228. Urban VII. (1590)
229. Řehoř XIV. (1590–1591)
230. Inocenc IX. (1591)
231. Klement VIII. (1592–1605)
232. Lev XI. (1605)
233. Pavel V. (1605–1621)
234. Řehoř XV. (1621–1623)
235. Urban VIII. (1623–1644)
236. Inocenc X. (1644–1655)
237. Alexandr VII. (1655–1667)
238. Klement IX. (1667–1669)
239. Klement X. (1670–1676)
240. bl. Inocenc XI. (1676–1689)
241. Alexandr VIII. (1689–1691)
242. Inocenc XII. (1691–1700)
243. Klement XI. (1700–1721)
244. Inocenc XIII. (1721–1724)
245. sb. Benedikt XIII. (1724–1730)
246. Klement XII. (1730–1740)
247. Benedikt XIV. (1740–1758)
248. Klement XIII. (1758–1769)
249. Klement XIV. (1769–1774)
250. Pius VI. (1775–1799)
251. sb. Pius VII. (1800–1823)
252. Lev XII. (1823–1829)
253. Pius VIII. (1829–1830)
254. Řehoř XVI. (1831–1846)
255. bl. Pius IX. (1846–1878)
256. Lev XIII. (1878–1903)
257. sv. Pius X. (1903–1914)
258. Benedikt XV. (1914–1922)
259. Pius XI. (1922–1939)
260. ct. Pius XII. (1939–1958)
261. sv. Jan XXIII. (1958–1963)
262. sv. Pavel VI. (1963–1978)
263. bl. Jan Pavel I. (1978)
264. sv. Jan Pavel II. (1978–2005)
265. Benedikt XVI. (2005–2013)
266. František (2013–2025)
267. Lev XIV. (od 2025)

## Galerie papežů v 19., 20. a 21. století

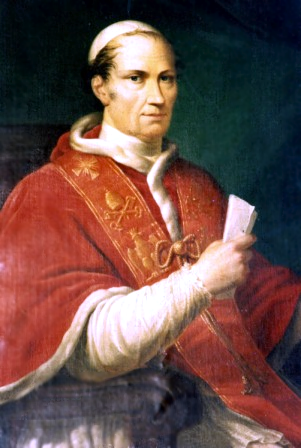
Lev XII. 1823–1829
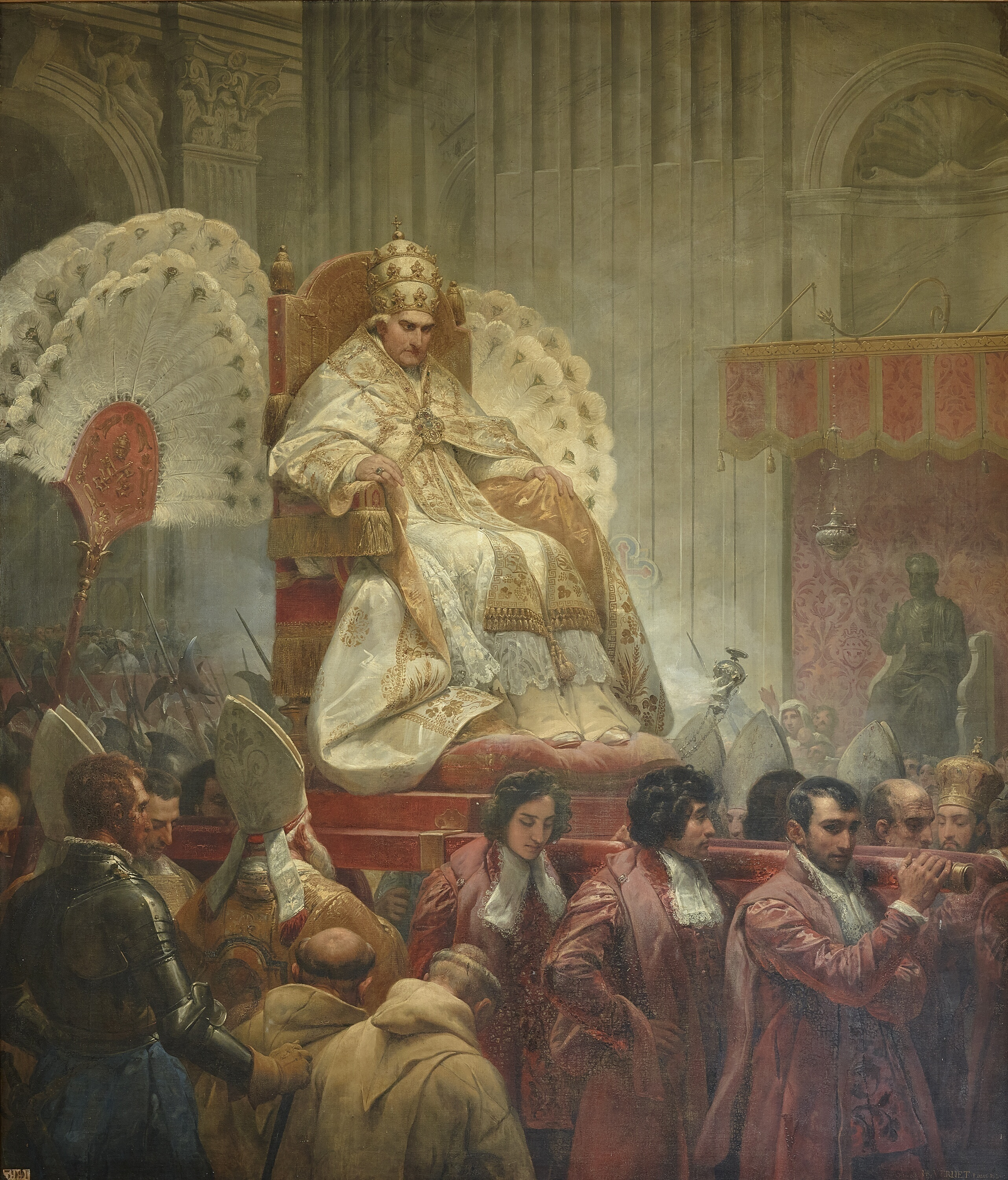
Pius VIII. 1829–1830
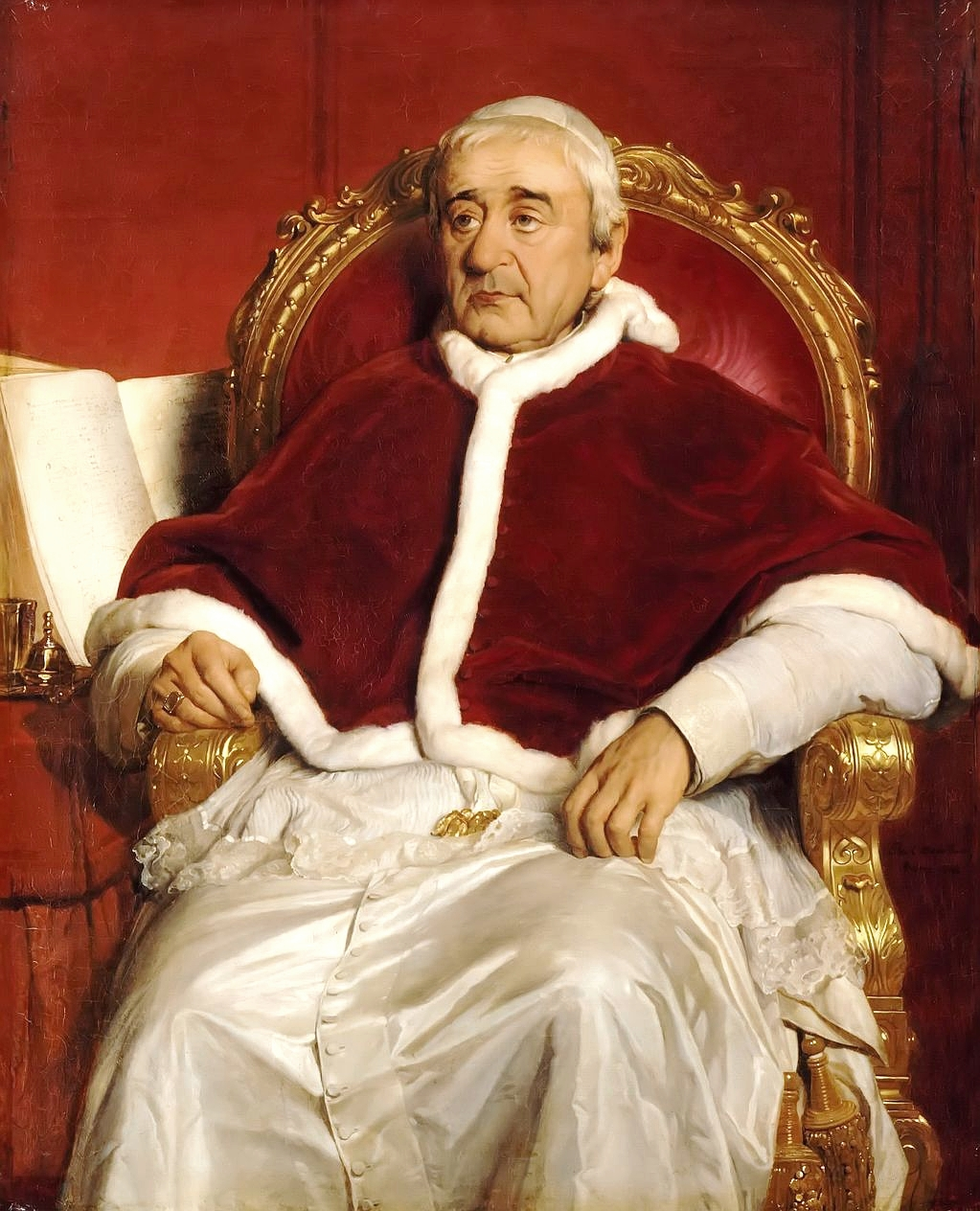
Řehoř XVI. 1831–1846
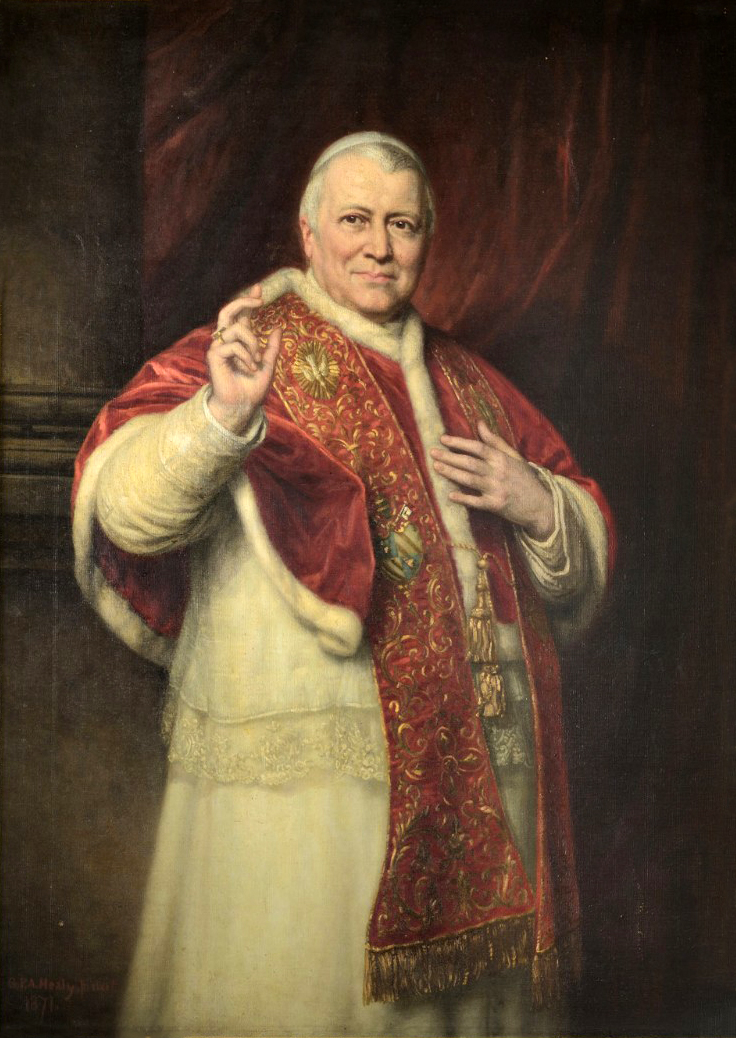
bl. Pius IX. 1846–1878
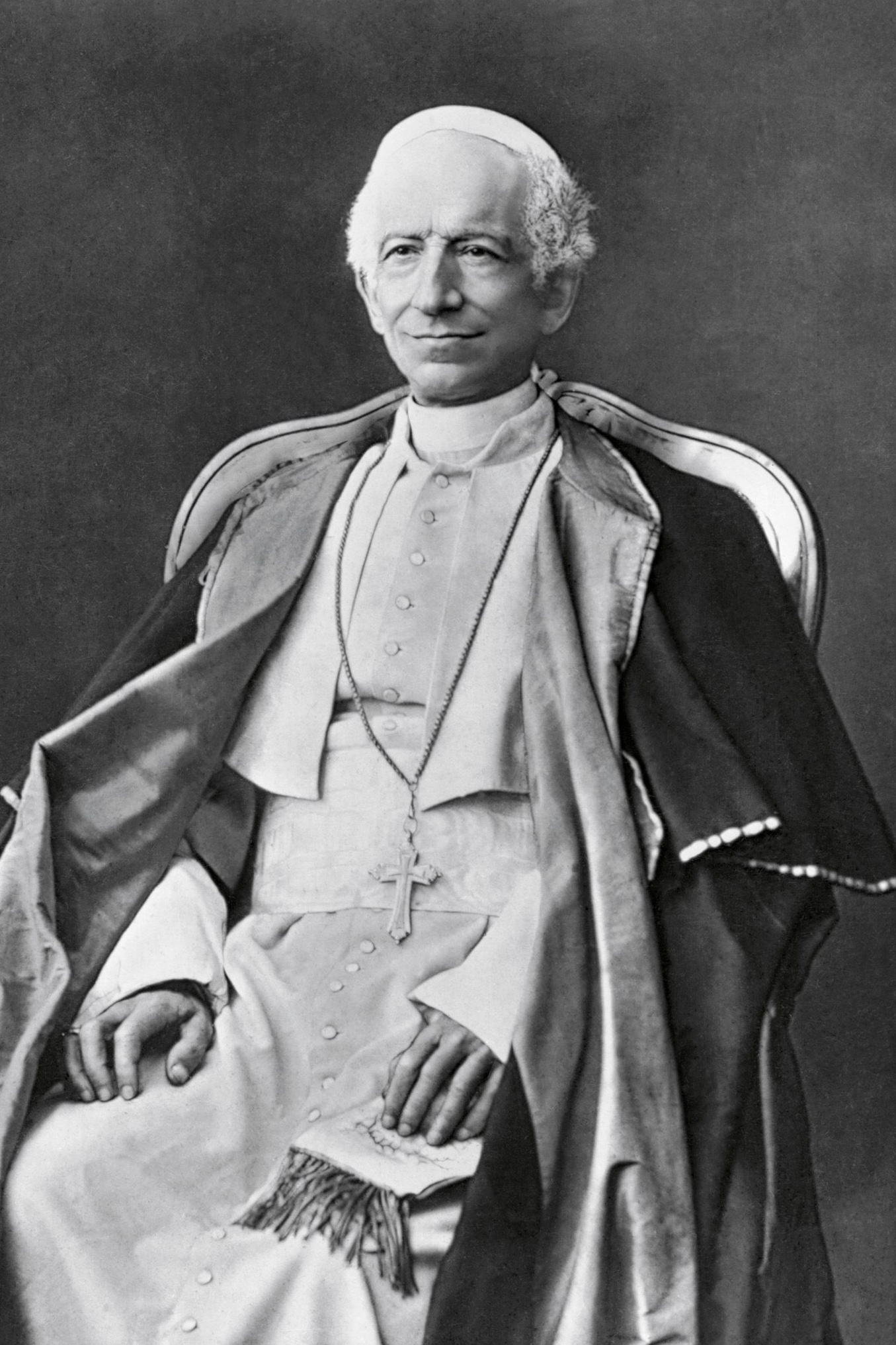
Lev XIII. 1878–1903
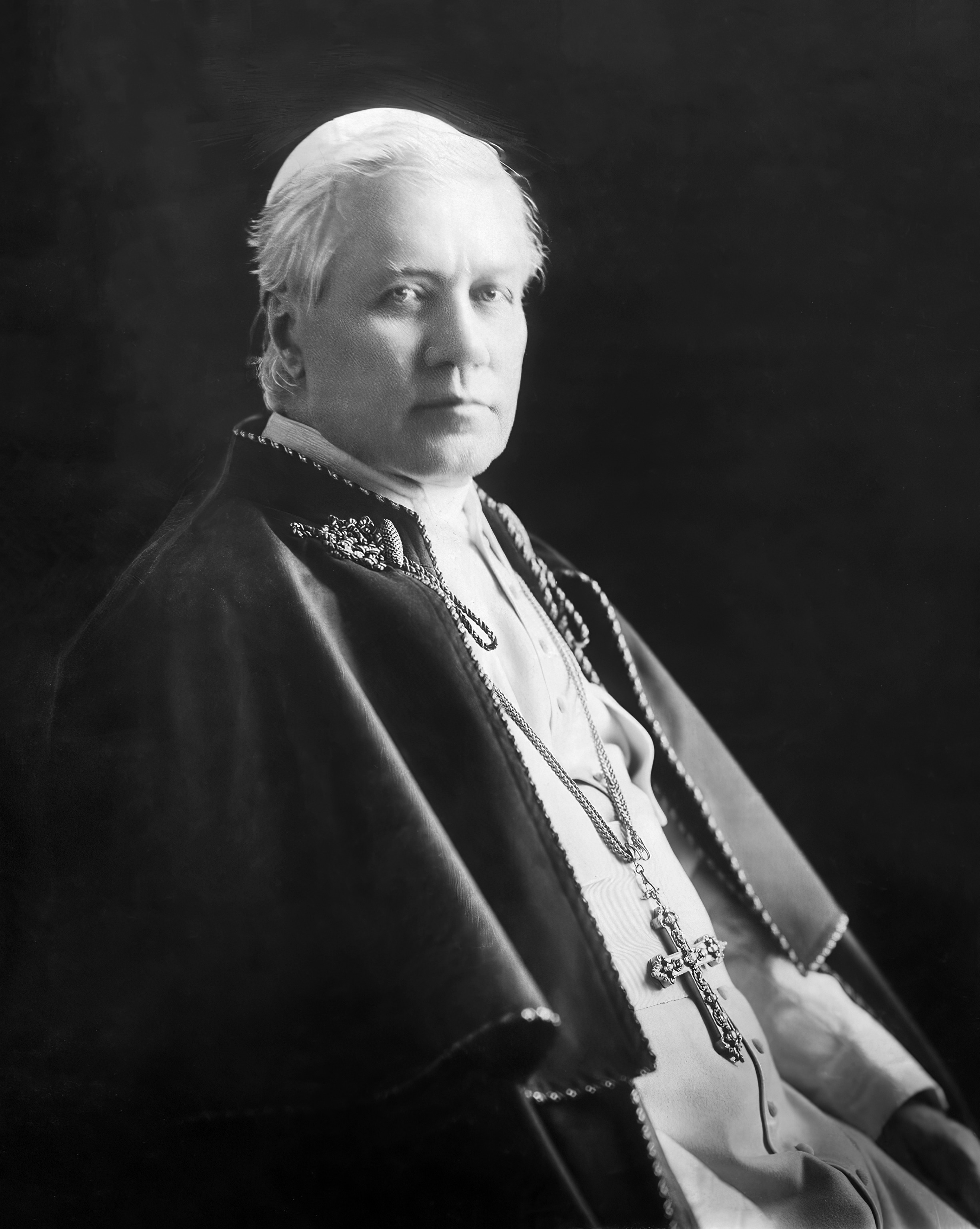
sv. Pius X. 1903–1914
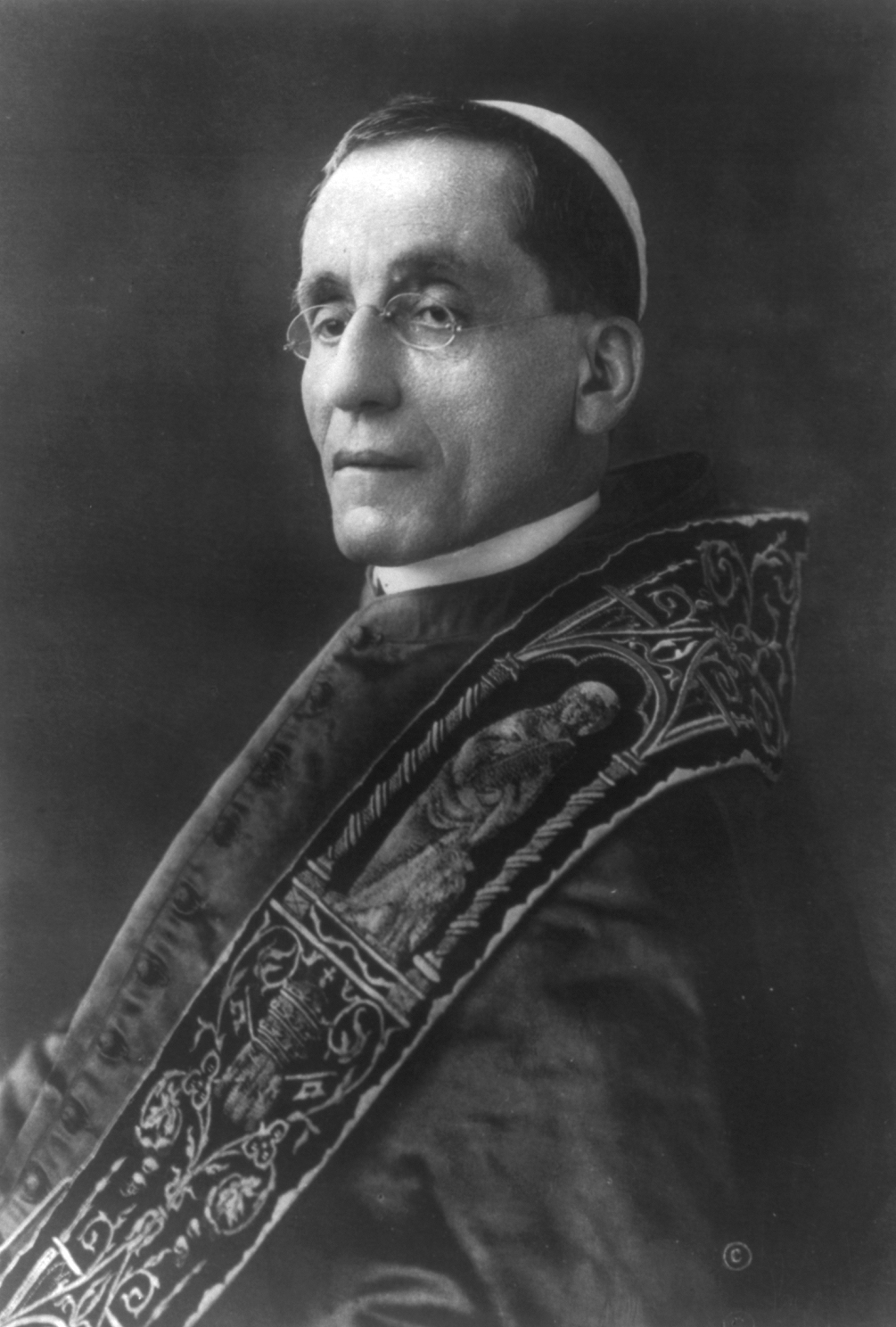
Benedikt XV. 1914–1922
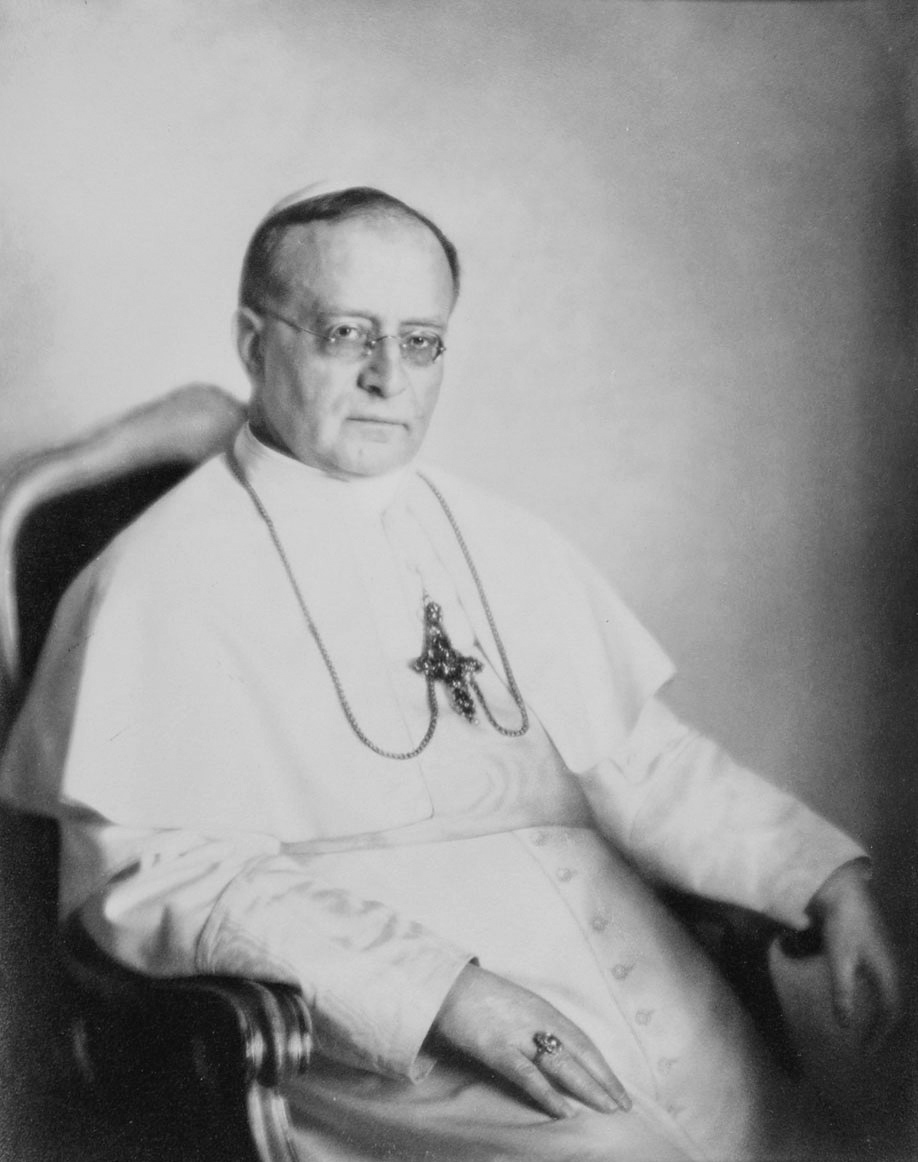
Pius XI. 1922–1939
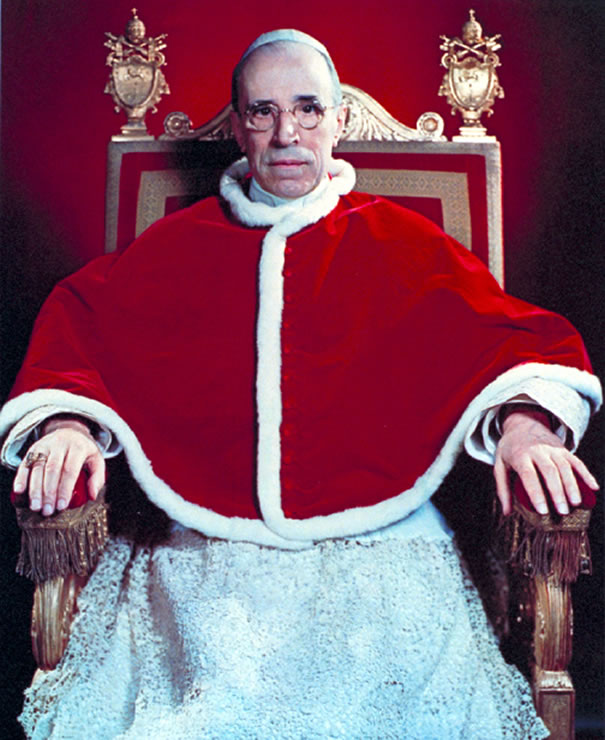
ct. Pius XII. 1939–1958
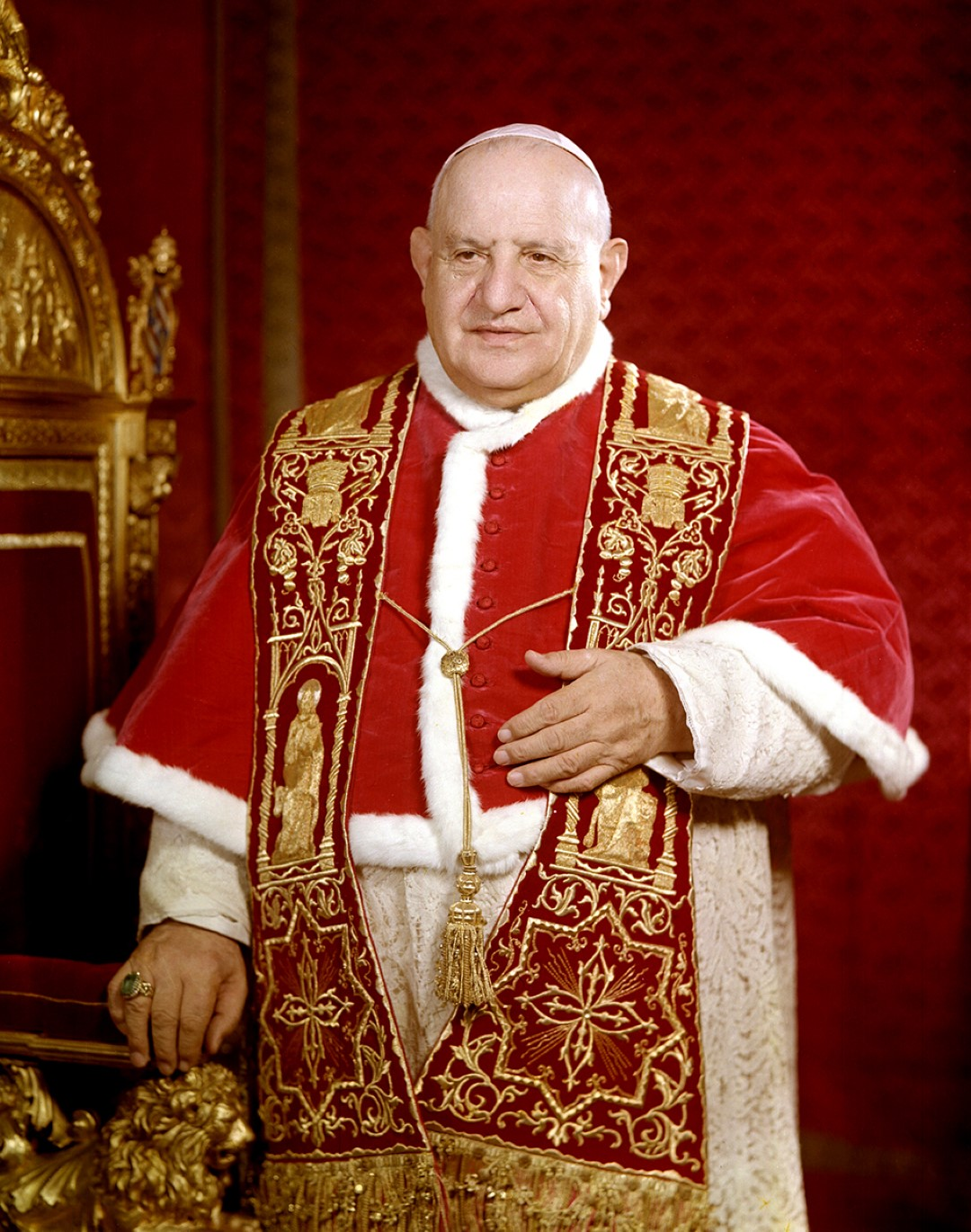
sv. Jan XXIII. 1958–1963
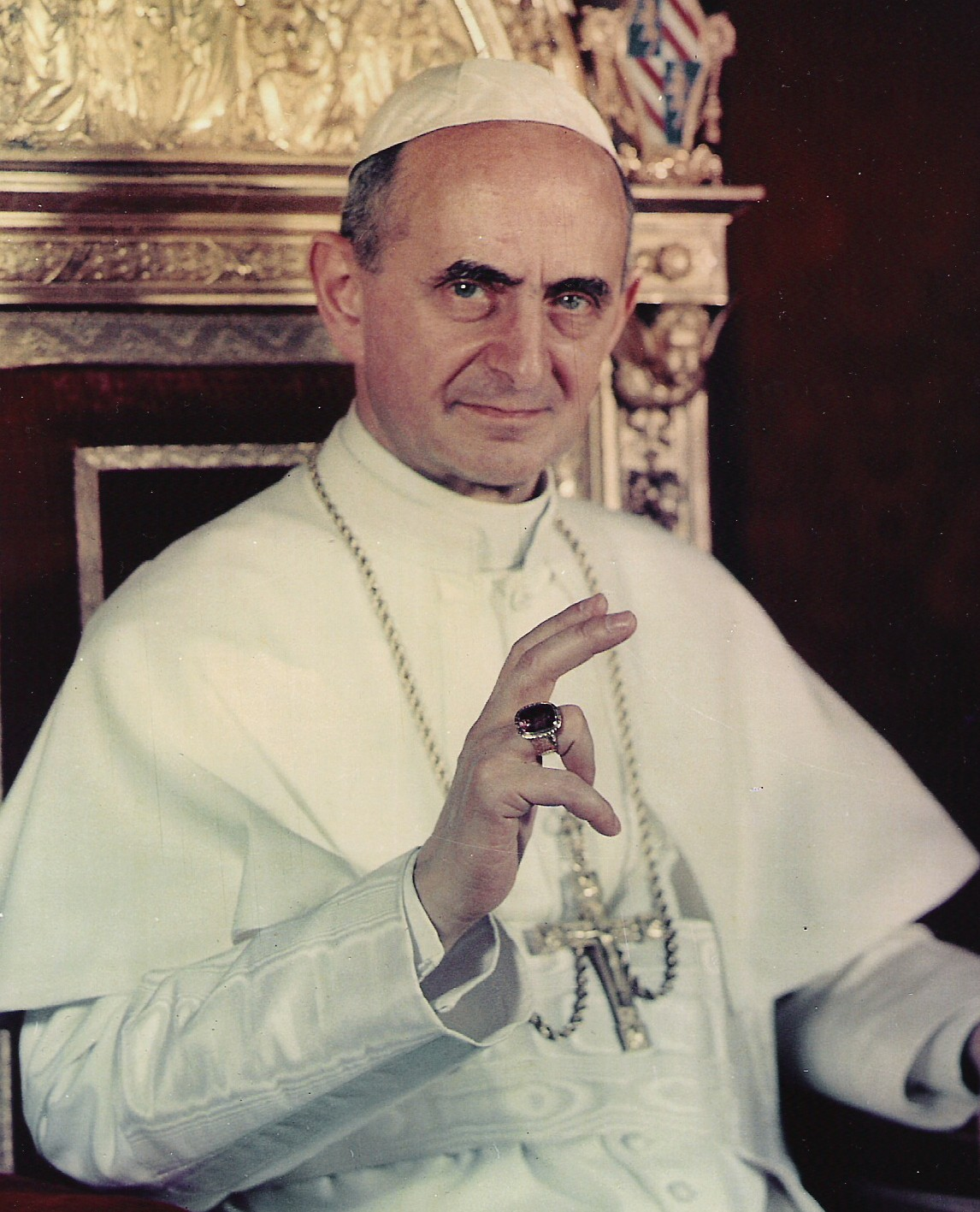
sv. Pavel VI. 1963–1978
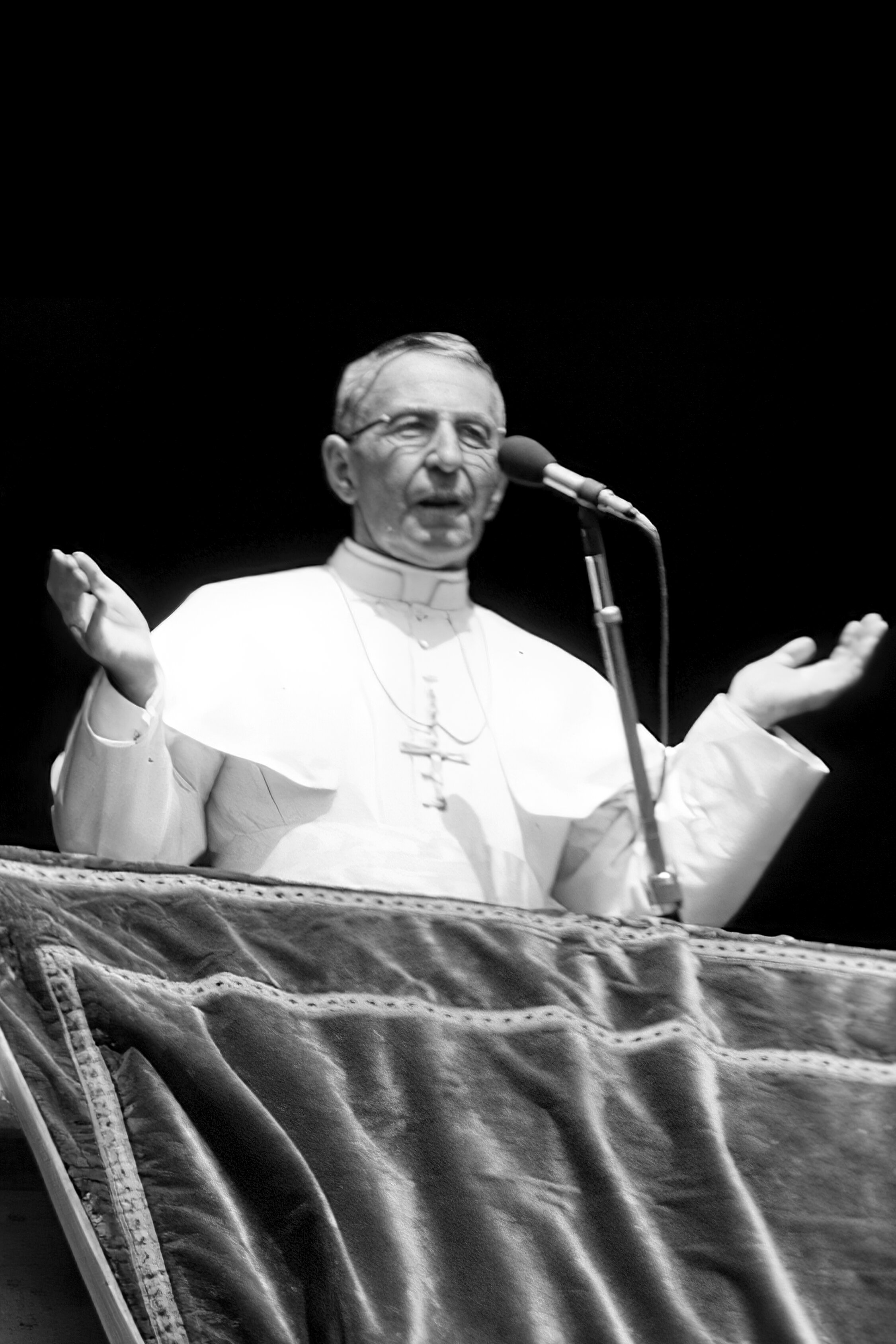
bl. Jan Pavel I. 1978
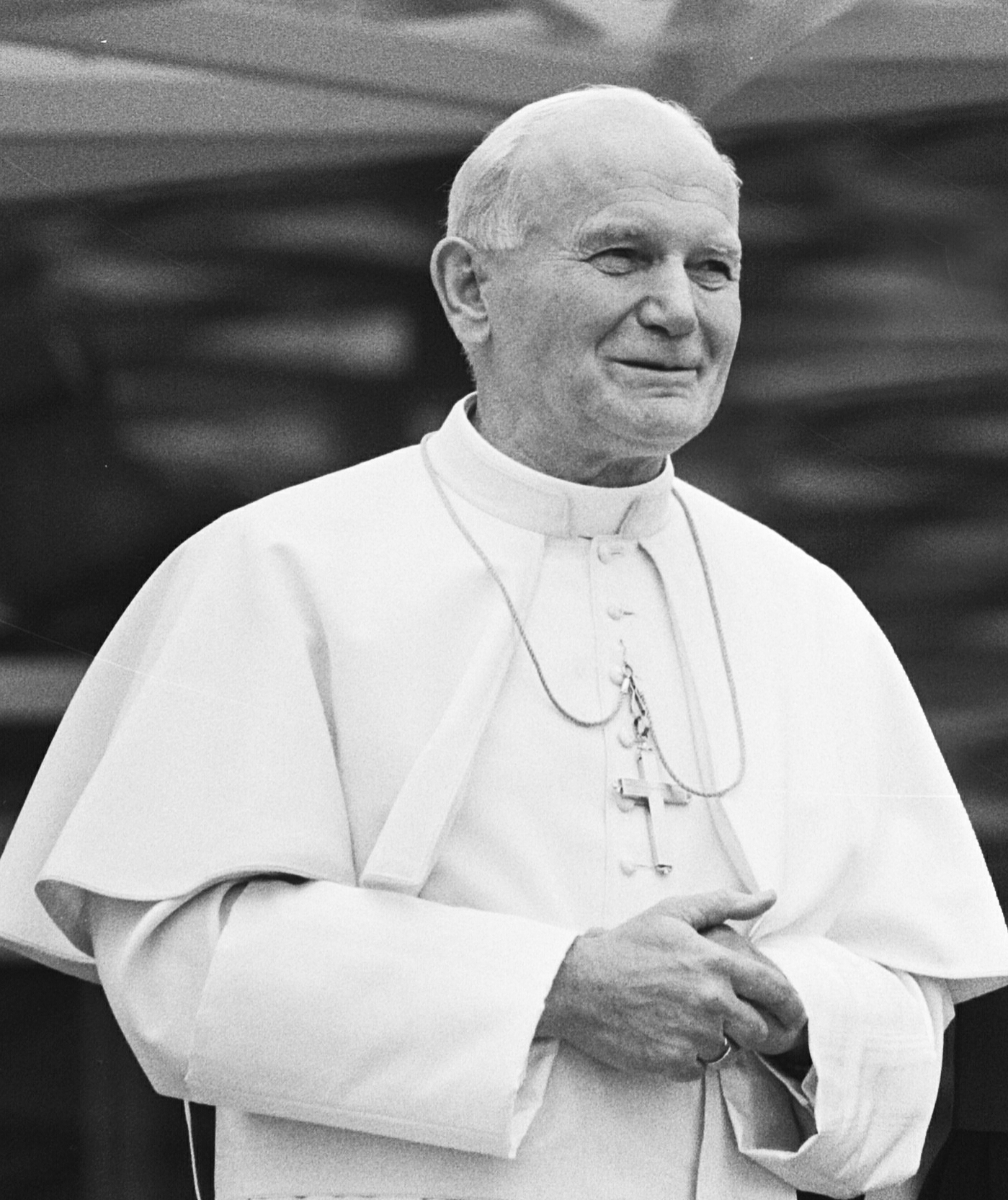
sv. Jan Pavel II. 1978–2005
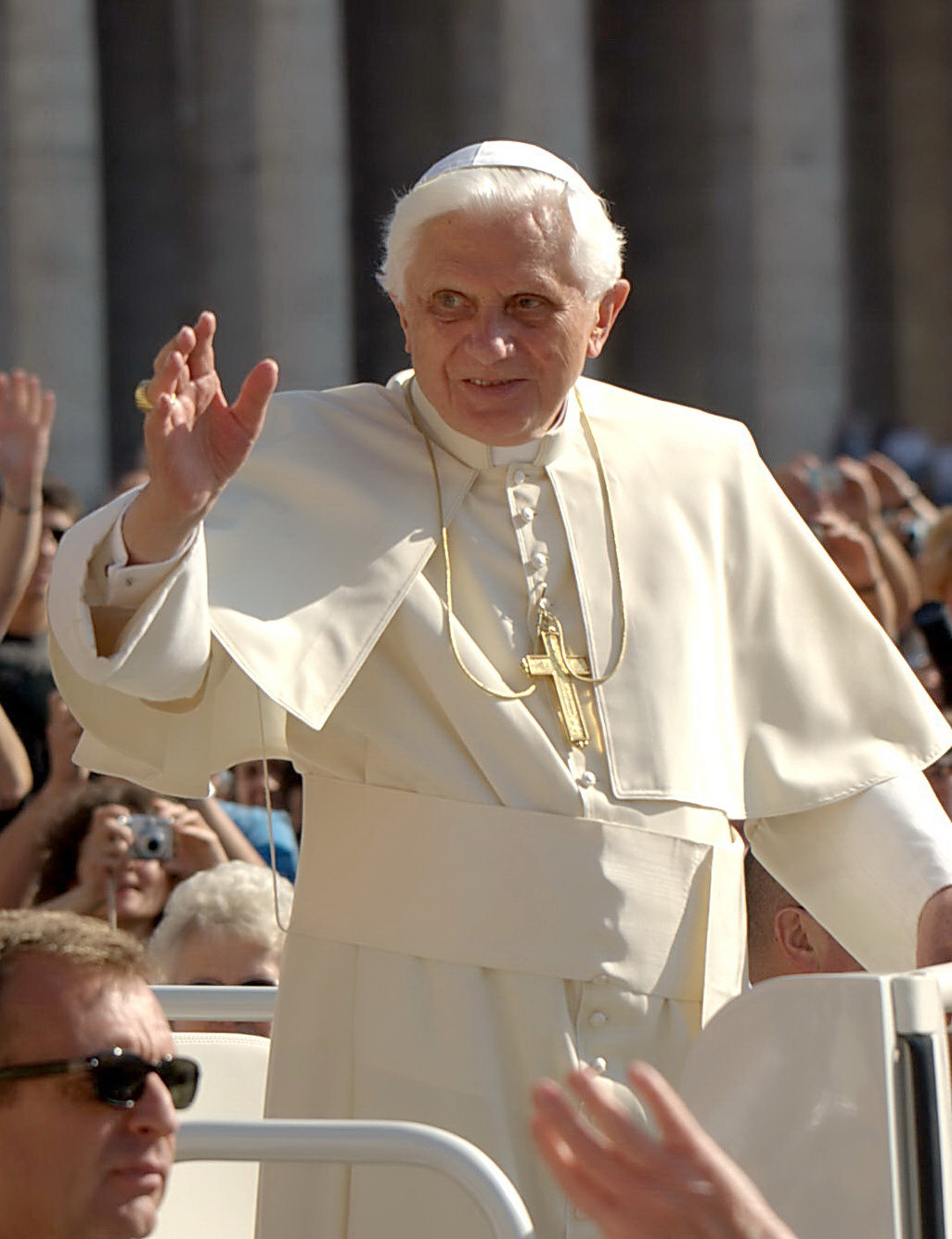
Benedikt XVI. 2005–2013
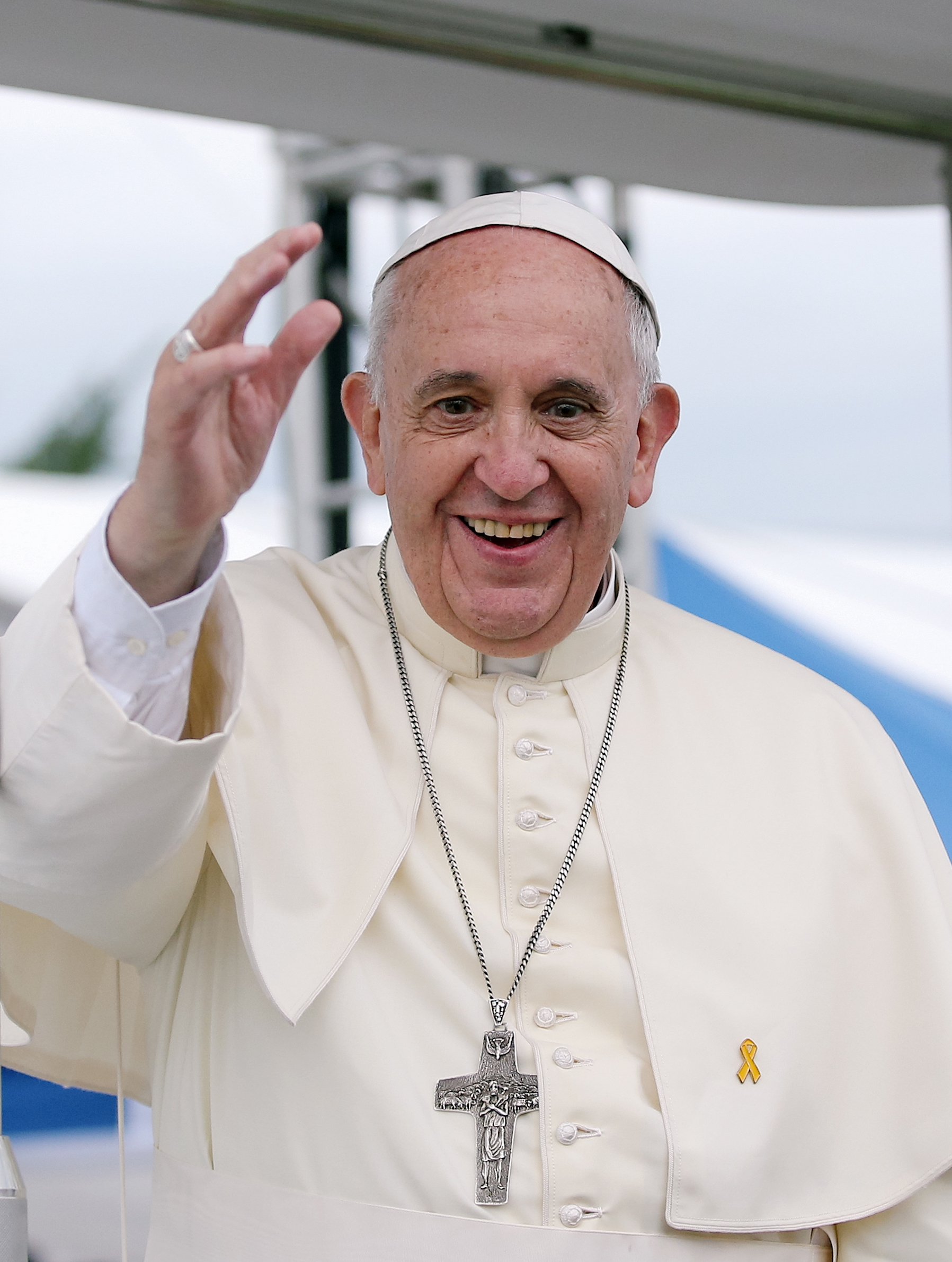
František 2013–2025
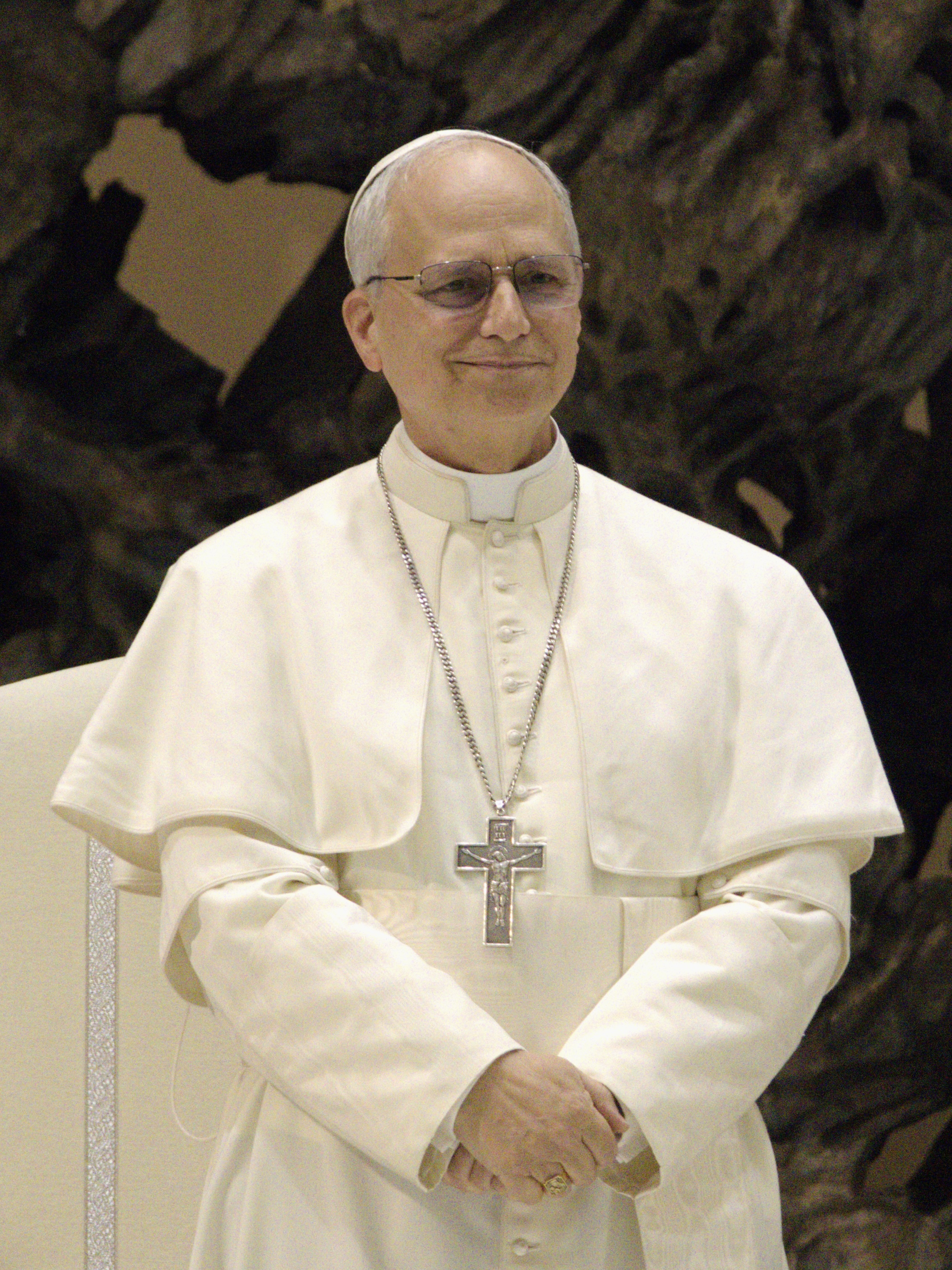
Lev XIV. od 2025